# Clark Smith
Clark Smith (ur. 17 kwietnia 1995 w Atlancie) – amerykański pływak specjalizujący się w stylu dowolnym, mistrz olimpijski w sztafecie 4 × 200 m stylem dowolnym.

## Kariera pływacka
W czerwcu 2016 roku, w kwalifikacjach olimpijskich do reprezentacji Stanów Zjednoczonych, z czasem 1:47,53 min Smith zajął szóste miejsce na dystansie 200 m stylem dowolnym, co nie pozwoliło mu wystartować na igrzyskach olimpijskich w tej konkurencji indywidualnie. Jego wynik był jednak wystarczający, by móc wziąć udział w sztafecie kraulowej 4 × 200 m.
Podczas igrzysk olimpijskich w Rio de Janeiro w 2016 roku płynął w wyścigu eliminacyjnym sztafet 4 × 200 m stylem dowolnym. Zdobył złoty medal po tym jak Amerykanie zajęli w finale pierwsze miejsce.